# 噴飯男
『噴飯男』（ふんぱんまん）は、土山しげるによる日本のグルメ漫画作品。『実話BUNKAタブー』（コアマガジン）にて、2013年5月号から2015年8月号まで連載。全28話。
単行本は『怒りのグルメ』に改題のうえ、コアマガジンからコンビニコミックで2015年6月22日に発売されたが、最終話など5話が未収録となっている。

## 概要
食を冒涜する料理人や店舗、さらには経営者や客に対して、主人公細井守が怒り、食のヒーロー、或は怪人噴飯男に変身し成敗するというのが基本的な流れだが、当作においても土山が得意とする綿密な料理描写や食事シーンが描かれており、前述の不条理な展開とあいまって、シュールかつ不条理なシーンが毎回展開するという、グルメ漫画を数多く輩出してきた土山しげる作品では珍しいギャグ漫画で、1話につき10ページと短いのもほかの土山作品にない特徴である。

## 単行本
- 土山しげる：『怒りのグルメ』コアマガジン（コアコミックス No.415）、全1巻
  1. 2015年7月22日初版発行（6月22日発売） ISBN 978-4-86436-798-1

  - 『実話BUNKAタブー』掲載分23話収録。最終話など5話が未収録。